# ريفات بن ستار
ريفات بن ستار Reefat Bin-Sattar (ولد في 25 يوليو 1974) لاعب شطرنج بنغلاديشي يحمل لقب أستاذ كبير.
- حصل على لقب أستاذ دولي عام 1993.
- حصل على لقب أستاذ كبير عام 2006.
- اكتسبت معايير تأهله للقب أستاذ كبير في دورات أقيمت في داكا.
- مثل بنغلاديش سبعة مرات في أولمبيادات الشطرنج من 1994 إلى 2006.

## وصلات خارجية
- ريفات بن ستار على موقع الاتحاد الدولي للشطرنج (الإنجليزية)
- ريفات بن ستار على موقع مباريات الشطرنج (الإنجليزية)
- ريفات بن ستار على موقع 365Chess.com (الإنجليزية)
- ريفات بن ستار على موقع Chesstempo.com (الإنجليزية)
- ريفات بن ستار سجل أولمبياد الشطرنج على موقع OlimpBase.org (الإنجليزية)